# هارون بينيا
هارون بينيا (بالإنجليزية: Aaron Peña)‏ هو محامي وسياسي أمريكي، ولد في 8 يونيو 1959 في الولايات المتحدة. حزبياً، نشط في الحزب الجمهوري. وقد انتخب عضو مجلس نواب تكساس.